# Stejnopohlavní manželství v Austrálii
Stejnopohlavní manželství je v Austrálii legální od 9. prosince 2017. Návrh příslušného zákona přijal australský svazový parlament 7. prosince 2017 a následující den jej podepsala britská královna Alžběta II. v zastoupení australského generálního guvernéra. Zákon se stal účinným 9. prosince 2017 s tím, že by se první svatby měly začít uskutečňovat od 9. ledna 2018. Legalizaci stejnopohlavního manželství v Austrálii předcházel nezávazný poštovní průzkum, v němž se 61,6 % Australanů vyslovilo pro přijetí zákona, který umožní párům stejného pohlaví uzavřít sňatek.
Homosexuální páry a nesezdané heterosexuální páry mají obrovskou škálu možností, jak si upravit své soužití. Podle federálního zákona mají páry stejného pohlaví status de facto soužití, které jim garantuje většinu práv a povinností, které mají manželé. Nicméně jejich uznávání v praxi bývá někdy obtížně realizovatelné. Přestože neplatí v Austrálii žádný federální zákon o registrovaném partnerství, přijala většina států a teritorií vlastní zákony o registrovaném partnerství nebo domácím partnerství. Ve státech a teritoriích, které tak neučinili, upravuje nemanželské soužití pouze federální zákon o neregistrovaném de facto soužití.
Před přijetím legislativy bylo od září 2004 do května 2017 ve svazovém parlamentu zamítnuto celkem 22 návrhů zákona o stejnopohlavním manželství. K těmto neúspěšným pokusům začalo docházet poté, co Howardova vláda v srpnu 2004 přijala federální zákaz stejnopohlavního manželství. Teritorium hlavního města Austrálie se sice přesto pokusilo legalizovat stejnopohlavní manželství v prosinci 2013, ale Nejvyšší soud tento zákon zrušil pro místní nepříslušnost a nekompatibilitu s federálním zákonem vyšší právní síly.

## Neregistrované soužití de facto
Status neregistrovaného de facto soužití definovaný federálním zákonem o rodině (Family Law Act 1975) je v Australském svazu přístupný heterosexuálním i homosexuálním párům. Neregistrované páry žijící ve společné domácnosti a vykazující tak znaky trvalého svazku mají většinu práv a povinností jako manželé. Páry mohou své soužití stvrdit buď prostřednictvím registrovaných svazků (registrované nebo domácí partnerství) nebo úředním ohlášením u Rodinného soudu (Family Court) nebo Obvodního federálního soudu (Federal Circuit Court). Páry žijící trvale ve společné domácnosti jsou uznávány jako neregistrovaná soužití de facto, a tudíž jsou také subjektem určitých práv a povinností vyplývajících z manželství, ačkoli není jejich partnerství úředně zaznamenané.

### Reformy Ruddovy vlády 2008/09
Po reportu Australského výboru pro lidská práva (Australian Human Rights Comission) z r. 2007 a auditu federální legislativy zemí Společenství zpracovala v r. 2009 labouristická vláda Kevina Rudda několik reforem vedoucích ke zrovnoprávnění homosexuálních párů a homoparentálních rodin. Novelizace nejméně 85 zákonů Společenství odstranila diskriminaci stejnopohlavních párů a rodin jimi tvořených v několika oblastech. Reformy se uskutečnily prostřednictvím dvou hlavních zákonů Zákon o soužití osob stejného pohlaví (Rovné zacházení ve všeobecné reformě práva Společenství britských národů) (Same-Sex Relationships (Equal Treatment in Commonwealth Laws General Law Reform) Act) z r. 2008 a Zákon o soužití osob stejného pohlaví (Rovné zacházení v penzijním systému Společenství britských národů) (Same-Sex Relationships (Equal Treatment in Commonwealth Laws Supperannution) z r. 2008. Tyto zákony přijaté Australským parlamentem v listopadu 2008 znovelizovaly několik existujících zákonů Společenství vedoucích ke zrovnoprávnění homosexuálních párů a jejich dětí v následujících oblastech:
- Daně
- Penzijní systém
- Zdravotní pojištění
- Sociální služby
- Péče o seniory a sociálně-právní ochrana dětí
- Imigrace
- Občanství
- Vojenské záležitosti

Pro ujasnění podle předchozích zákonů o rodině a sociálních službách nebyly páry stejného pohlaví považovány pro účely sociálních služeb a rodinné podpory za páry. Osoba mající de facto partnera téhož pohlaví byla považována za single. Díky těmto reformám získala homosexuální partnerství poprvé v historii Austrálie stejné právní postavení jako mají heterosexuální. Ačkoli dosáhly páry stejného pohlaví rovného zacházení v oblasti sociálních služeb a rodinné podpory, existovaly stále ještě určité oblasti, v nichž neměly stejná práva a povinnosti jako manželské heterosexuální páry, např. v nároku na odškodnění při pracovních úrazech vedoucích k úmrtí partnera, penzí pro pozůstalé partnery veteránů a péči o umírajícího partnera. Navzdory rozsáhlé rovnostářské legislativě Austrálie dosud nepřijala federální zákon o registrovaném partnerství v důsledku ústavních limitů. Podle australské ústavy má federální vláda jenom velmi omezené pravomoci zasahovat do legislativy jednotlivých států a teritorií, vyjma Sekce 51 (XXI.) týkající se 'manželství'. Jednotlivé státy a teritoria ale mohou přijmout vlastní zákony o registrovaném partnerství nebo jiných právních rámcích stejnopohlavního soužití.

### Legislativní historie před neregistrovaným soužitím de facto
V r. 2004 umožnila novela zákona o penzijním systému (Supperannuation Industry (Supervision) Act) využívat optimalizace daňové povinnosti za účelem penzijních benefitů pro pozůstalého partnera ve vzájemně závislých vztazích, včetně stejnopohlavních párů, nebo vztahů, kde je jedna osoba finančně závislá na jiné osobě. Před r. 2008 byly homosexuální svazky uznávány federální vládou pouze za mimořádných okolností. Například od 90. let získávaly cizozemští stejnopohlavní partneři australských občanů právo trvalého pobytu na území Austrálie známé pod názvem "závislé vízum (interdependency visa)". Po národním prošetření finanční a pracovní diskriminace stejnopohlavních párů provedeném 21. června 2007 Výborem pro lidská práva a rovné příležitosti (Equal Opportunity Commission) a následně zveřejněném reportu s názvem "Stejné pohlaví: Stejné zacházení" (Same-Sex: Same Entitlement) bylo označeno 58 zákonů Společenství diskriminujících páry stejného pohlaví kvůli používání termínu 'osoba opačného pohlaví'.
Konzervativní vláda Johna Howarda zakazovala svým ministerstvům přistoupit na požadadavky výše zmíněného Výboru, pokud se týkají finanční diskriminace stejnopohlavních párů.
Report shledal celkem 100 právních předpisů vycházejících z federálního zákona za diskriminující páry stejného pohlaví užíváním slova 'osoba opačného pohlaví' v péči o seniory, penzijním systému, sociálně-právní ochraně dětí, zdravotní péči atd. Veškerá ustanovení o párech různého pohlaví diskriminovala páry stejného pohlaví tím, že s nimi vůbec nepočítala.

### Rozdíly mezi manželstvím a neregistrovaným soužitím de facto
I od 1. března 2009 přetrvávaly jisté rozdíly mezi páry žijícími v de facto společné domácnosti a heterosexuálními páry žijícími v manželství. Rozdíly existují mezi právy de facto párů a manželských párů ve vztahu k rodinným zákonům, včetně majetkových uspořádání a vyživovací povinnosti. Na rozdíl od manželských párů, kterým automaticky po uzavření sňatku vzniká režim společného jmění a vzájemná vyživovací povinnost, se páry žijící de facto ve společné domácnosti musí obrátit na příslušný soud, který jim pak následně může tento režim stanovit. Aby soud přiznal de facto partnerům režim společného jmění, musí oba žadatelé splňovat nejméně jednu z následujících podmínek:
- Musejí spolu žít de facto ve společné domácnosti nejméně dva roky; nebo
- Oba partneři musí společně vychovávat dítě; nebo
- Partnerství je nebo bylo registrováno podle státních či teritoriálních zákonů; nebo
- Odmítnutí rozhodnout o vzniku společného jmění a vzájemné vyživovací povinnosti by způsobilo vážnou újmu jedné ze stran.

Pro srovnání manželským párům stačí pouze uzavřít sňatek, aby jim vznikla příslušná vzájemná majetková práva a povinnost výživy, aniž by o nich musel následně rozhodovat soud.
Dále se za stávající právní úpravy může stát, že se jednotlivec žijící v de facto svazku stane subjektem podstatně odlišného zacházení než manžel. Mezi ně patří situace nepředvídané jako je ukončení de facto partnerství (včetně úmrtí jednoho z partnerů). De facto partner musí prokázat existenci trvajícího partnerství za účelem získání statusu blízké osoby v úmrtním listu, aby mu vznikl nárok na pohřebné a na pozůstalostní důchod po zesnulém partnerovi. Nutnost těchto požadavků se liší. Tím, že homosexuální páry nemají na rozdíl od heterosexuálních možnost se rozhodnout, zda žít v neregistrovaném de facto partnerství nebo manželství, stávají se tak terčem značně odlišného zacházení.
V dubnu 2014 rozhodl federální soud, že heterosexuální pár vychovávající nejméně 13 let ve společné domácnosti dítě, nemá status de facto svazku, a tudíž nelze při žádosti o odluku rozdělit jejich majetek podle zákona o rodině. V závěrečném ustanovení soud poznamenal, že takový de facto vztah lze zčásti považovat za určitý druh manželství s podstatnými sociálními, finančními a emočními rozdíly."
De facto svazky se často potýkají s obtížným dokazováním svých práv a povinností, které jsou automaticky přiznávány manželským párům. To znamená, že partneři žijící v neregistrovaném soužití de facto si musí prakticky všechny záležitosti svého života (rodičovství, finance, majetek,..) ošetřit prostřednictvím dokumentů. I tak se mohou setkávat s obtížemi, zejména pokud nesezdaná soužití zpochybňuje okolí, zejména členové rodiny. Manželství je tohoto zpravidla ušetřeno, protože se v něm tyto věci považují za samozřejmé.

## Stejnopohlavní manželství

### Federální zákon
Manželství je v Austrálii právně upravené federálním zákonem o manželství (Marriage Act 1961). Ten je definuje (sekce 5 zákona) jako trvalý a dobrovolný svazek dvou osob bez ohledu na pohlaví.

#### Aktuální historie

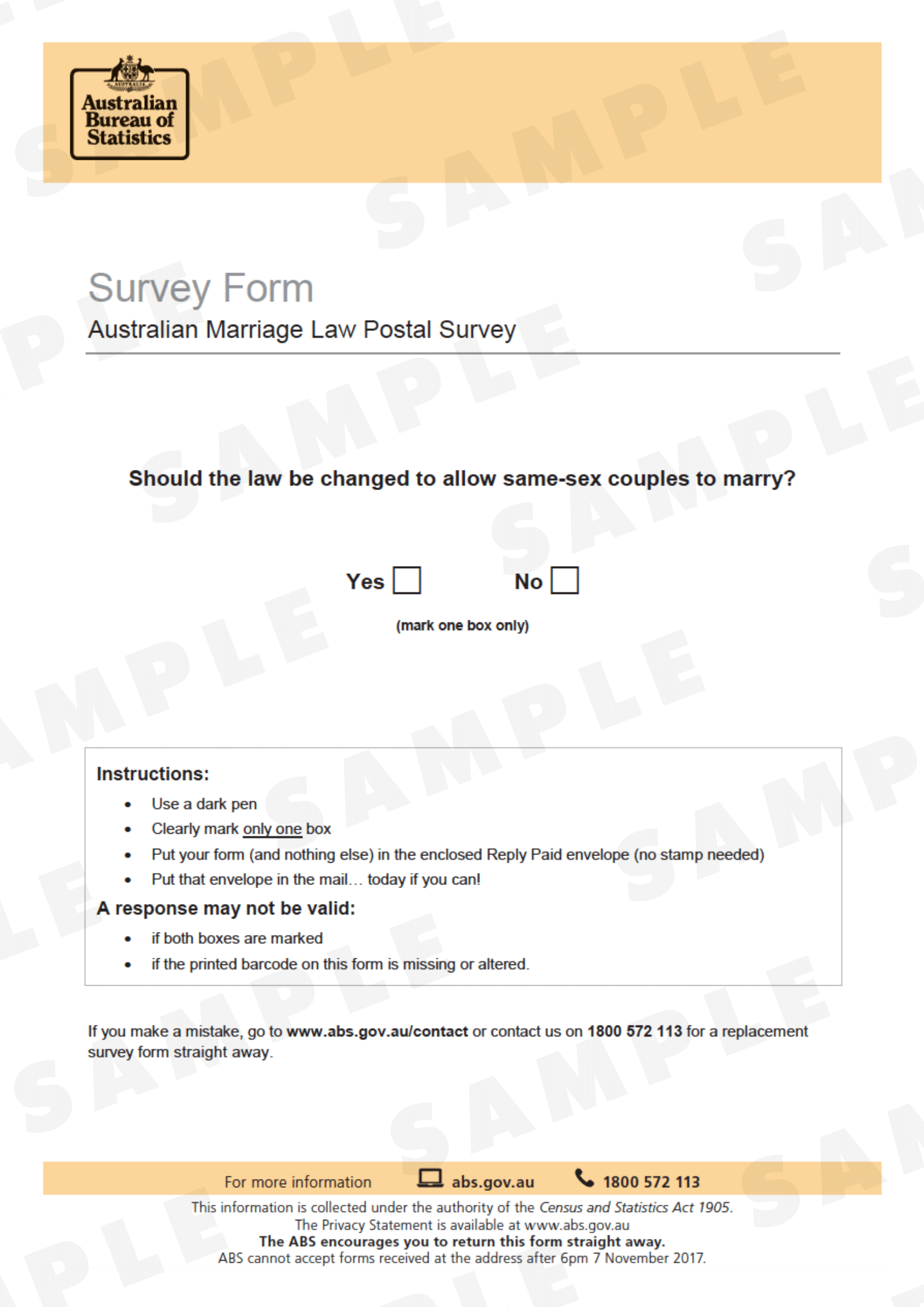
Hlasovací lístek australského poštovního plebiscitu o manželství

V září 2012 zamítla Sněmovna reprezentantů návrh zákona o manželství osob stejného pohlaví předložený poslancem Stephenem Jonesem za Australskou stranu práce v poměru hlasů 98:42. Návrh zákona pak následně odmítl i Senát v poměru hlasů 41:26. Obě strany vládního kabinetu Julie Gillardové svým poslancům umožnily hlasovat podle svého svědomí, zatímco opoziční koalice Liberální strana Austrálie/Australská národní strana vyzývaly k hlasování proti.
Téma stejnopohlavních sňatků vyvolala značnou vlnu rozporů ve středo-pravicové vláda Tonyho Abbotta, ze kterých pak následně v srpnu 2015 vzešel požadavek na vypsání celonárodního plebiscitu po federálních volbách v r. 2016, a to buď formou klasického nebo ústavního referenda. Tento přístup přetrval i ve vládě Malcolma Turnbulla poté, co jako podporovatel stejnopohlavního manželství vystřídal svého předchůdce Abbota ve funkci premiéra.
Turnbull pak sám zpracoval návrh na vypsání Referenda o redefinici manželství, který předložil Sněmovně reprezentantů v září 2016. Předpokládaný den jeho konání byl 11. únor 2017. Opoziční Australská strana práce, Australští zelení a několik senátorů bez politické příslušnosti později oznámilo, že budou takové změny odmítat. Po několika týdnech debat byl 20. prosince 2016 návrh přijat Sněmovnou v poměru hlasů 76:67. Návrh však neprošel Senátem, který jej zamítnul v poměru hlasů 33:29 při hlasování 7. listopadu 2016.
Po hlasování Senátu oznámil premiér Turnbull, že vláda nemá žádné jiné plány pro vypořádání se s touto problematikou, ale že parlamentní komise debatovaly s několika poslanci Liberální strany, kteří trvají na svém právu svobodně hlasovat o stejnopohlavním manželství v aktuálním volebním období. 7. srpna 2017 předložil senátor Dean Smith vlastní  návrh zákona o stejnopohlavním manželství. Jedná se o jednoho z prominentních podporovatelů stejnopohlavního manželství v Liberální straně Austrálie.
Ten samý den se Liberální strana na svém sjezdu rozhodla předložit Senátu návrh na vypsání referenda ještě jednou. Senát tento návrh zamítl podruhé, a proto se vláda nakonec rozhodla uskutečnit nezávazný dobrovolný průzkum, kdy Australané obdrží prostřednictvím pošty hlasovací lístky, které pak následně vyplněné zašlou Australskému statistickému úřadu. Nevyplněné lístky obdrží australští voliči nejdřív 12. září a odevzdají nejpozději 7. listopadu. Očekávané datum zveřejnění výsledku je 15. listopadu 2017. Pokud bude v poštovním plebiscitu většina hlasovat 'ano', pak vláda očekává lepší podmínky pro předložení vlastního návrhu zákona o stejnopohlavním manželství, o kterém by šlo rozhodnout ještě na poslední parlamentní schůzi. Několik skupin usilujících o rovnost manželství toto odmítá a napadá u Nejvyššího soudu. Jejich právní zástupci tvrdí, že soud musí zneplatnit jakékoli poštovní hlasování, které neschválily obě komory parlamentu.
9. srpna 2017 zamítl Senát vládní návrh na znovuprojednání záležitosti referenda o stejnopohlavním manželství v poměru hlasů 31:31, což otevřelo možnost uspořádání dobrovolného poštovního plebiscitu. Ten samý den krátce po zamítnutí návrhu v Senátu se aktivistky za stejnopohlavní manželství Shelley Argentová (národní mluvčí Přátel a rodiny leseb a gayů) a Felicity Marloweová (předsedkyně Duhových rodin) spolu s Nezávislým poslancem Andrewem Wilkiem rozhodli napadnout legitimitu poštovního průzkumu o Nejvyššího soudu Austrálie. Následující den se k jejich žalobě přidali i zástupci Human Rights Law Centre. 7. září 2017 shledal Nejvyšší soud žalobu neopodstatněnou a poštovní plebiscit legitimním.
Návrh novely zákona o manželství předložil svazovému parlamentu otevřeně homosexuální senátor Dean Smith. Návrh mění definici manželství obsaženou v sekci 5 federálního zákona o manželství z "trvalého a dobrovolného svazku muže a ženy" na "trvalý a dobrovolný svazek dvou osob bez ohledu na pohlaví". Součástí novely je i odstranění zákazu uznávání zámořských stejnopohlavních manželství v Austrálii, včetně těch, které byly uzavřeny před přijetím nového zákona. Dalším dodatkem je ustanovení o ochraně církví, náboženských organizací, duchovních a jiných institucí zřízených pro náboženské účely před vynuceným oddáváním homosexuálních párů před Bohem, jakož i poskytováním svých služeb a prostor pro takové účely. Návrh přijal australský senát 29. listopadu 2017 v poměru hlasů 43:12 a Sněmovna reprezentantů 7. prosince 2017 v poměru hlasů 131:4 s 11 zdrženími se. 8. prosince 2017 získal návrh královský podpis. Účinným se stal následující den. Stejnopohlavní manželství uzavřená v zámoří budou automaticky uznány od tohoto dne. První svatby podle nového legislativy se uskuteční 9. ledna 2018.

### Státní a teritoriální zákony
Státy a teritoria mají velmi rozsáhlé pravomoci vytvářet vlastní zákony upravující partnerství osob stejného pohlaví, nicméně sekce 51 (XXI.) australské ústavy přenechává otázku definice manželství čistě do rukou federálního parlamentu.
V prosinci 2013 zrušil australský Nejvyšší soud stejnopohlavní manželství legalizované na území Teritoria hlavního města Austrálie z důvodu federálního zákona o manželství (Marriage Act) definující je jako svazek muže a ženy a zakazující jednotlivým státům a teritoriím legalizovat je na svém území. As a result, only the Federal Parliament can legislate for same-sex marriage, whilst states and territories almost certainly cannot.
Poté, co Společenství britských národů přijalo zákon o manželství (Marriage Act Cth. 1961), dostaly se veškeré australské zákony o manželství do jeho výlučné pravomoci. Předchozí autonomii států a teritorií vytvářet vlastní zákony upravující sňatky zkomplikovala novela federálního zákona o manželství (Marriage Act) z r. 2004 definující je jako svazek muže a ženy s vyloučením jakýchkoli jiných alternativ. Na jejím prosazení se podílela tehdejší konzervativní vláda Johna Howarda. Federálně definované manželství mělo pak za následek zrušení sňatků osob stejného pohlaví na území Teritoria hlavního města Austrálie v prosinci 2013 ze strany Nejvyššího soudu Austrálie, což oficiálně potvrdilo nepříslušnost jednotlivých států a teritorií vytváře vlastní zákony upravující sňatky. Jediné manželství, které lze na území Austrálie uzavřít, a které jsou oprávněny australské úřady oficiálně uznávat, je to, které definuje federální zákon, tedy pouze mezi mužem a ženou. Jedinou možností legalizace stejnopohlavního manželství v Austrálii tak zůstává novela federálního zákona.
Před tímto rozhodnutím shledávaly zprávy zveřejněné Parlamentním výborem pro sociální otázky Nového Jižního Walesu Archivováno 10. 2. 2017 na Wayback Machine. (New South Wales Parliamentary Comittee on Social Issues) a institutem pro reformu práva[nedostupný zdroj] (Tasmanian Law Reform Institute), že by jednotlivé parlamenty teoreticky mohly mít pravomoc měnit podstatu manželství, včetně jeho zpřístupnění homosexuálním párům. Nicméně už tehdy připouštěly, že by se legalizace stejnopohlavního manželství v Novém Jižním Walesu mohla stát katalyzátorem pro podnět k Nejvyššímu soudu Austrálie, u kterého by se těžko obhajovala nevyhnutelnost dosažení manželské rovnosti jak na státní úrovni, tak i na úrovni Společenství. S ohledem na teritoria obdržela vláda Teritoria hlavního města Austrálie právní radu postavit vlastní návrh zákona o stejnopohlavním manželství proti jeho federálnímu zákazu. Vláda Tonyho Abbotta napadla teritoriální zákon o stejnopohlavním manželství u generálního prokurátora George Brandise, který pak následně vznesl žalobu pro nekompatibilitu s federálním zákonem u australského Nejvyššího soudu. Jiní právní experti shledávali samotnou legalizaci stejnopohlavních sňatků v Teritoriu hlavního města Austrálie za natolik absurdní a nerealizovatelnou, a tím pádem ani soudně nenapadnutelnou. Svůj názor pak změnili, když 12. prosince 2013 zrušil Nejvyšší soud výše zmíněný teritoriální zákon o stejnopohlavním manželství.
Kromě Teritoria hlavního města Austrálie se o legalizaci stejnopohlavních sňatků pokusila ještě Tasmánie, kde v září 2012 příslušný zákon sice přijala dolní komora tamního parlamentu, ale horní komora jej pak následně zamítla v poměru hlasů 8:6. Obě komory však přijaly rezoluci, v níž vyjádřily symbolickou podporu stejnopohlavnímu manželství.
V listopadu 2014 povolil Nový Jižní Wales tamním úřadům uznávat zámořská stejnopohlavních manželství. V prosinci 2016 se Jižní Austrálie stala pátým státem, který začal uznávat zahraniční stejnopohlavní manželství.
Do prosince 2016 začalo šest australských jurisdikcí (Tasmánie, Teritorium hlavního města Austrálie, Nový Jižní Wales, Queensland, Victoria a Jižní Austrálie), v nichž žije 90 % australské populace, uznávat stejnopohlavní manželství a registrovaná partnerství uzavřená v zámoří s automatickým právem na úřední záznam v jejich matrikách.

### Ústava a právo
Ve Společenství britských národů je třeba umět chápat pravomoci této instituce legalizovat manželské a de facto svazky. Manželství a vše s ním spojené upravují sekce 51 (XXI.) a (XXII.) ústavy. Právní status manželství je taktéž mezinárodně uznáván, zatímco de facto svazky a s nimi spojené finanční záležitosti si upravují jednotlivé státy Společenství samy v souladu se sekcí 51 (XXXVII.) australské ústavy, která dává jednotlivým parlamentům autonomii tvořit své vlastní zákony.
Homosexuální, heterosexuální, nemanželské i manželské páry žijící například v Nizozemsku, Německu, Belgii a ve Francii si mohou vytvořit svůj vlastní právní rámec a s ním související práva a povinnosti jednodušeji, včetně určení si, zda chtějí či nechtějí mít společný majetek, což je výhodné zejména pro ty, kteří spolu teprve začínají společně žít. V kontrastu proti tomu stojí australský právní řád, v němž jsou majetková uspořádání de facto a manželských svazků v právním vzduchoprázdnu, což dané páry nutí vytvářet si vzájemné finanční smlouvy za pomocí právních expertů a usazovat se v trvale v Austrálii za tímto účelem.

## Australská manželská legislativa

### Novela zákona o manželství (definice a náboženské svobody) 2017
Poté, co se v nezávazném poštovním průzkumu 61,6 % oprávněných australských voličů vyslovilo pro redefinici manželství, podal senátor Dean Smith vlastní návrh zákona zpřístupňujícího sňatek párům stejného pohlaví. Text zmiňované novely manželského zákona mění jeho definici ze svazku muže a ženy na svazek dvou osob. 29. listopadu 2017 přijal australský Senát Smithův návrh v poměru hlasů 43:12. 7. prosince 2017 byl návrh přijat Sněmovnou reprezentantů bez jakýchkoli pozměňovacích návrhů.
Souhlas britské královny Alžběty II. získal v zastoupení australského generálního guvernéra 8. prosince 2017. Účinným se stal následující den 9. prosince 2017.
Následek nově přijaté legislativy spočívá v nové definici manželství:

Manželství je trvalým a dobrovolným svazkem dvou osob bez ohledu na pohlaví.
Podle sekce 49 manželského zákona je oddávající povinen poukázat na tuto definici při každém sňatečním obřadu.

### Novela zákona o manželství 2004
27. května 2004 zpracoval federální generální prokurátor Philip Ruddock novelu zákona o manželství (Marriage Amendment Bill 2004) rozšiřující stávající zákon o manželství (Marriage Act 1961) o jeho jasnou definici. Jednalo se o reflexi již existující definice manželství v závěrečném ustanovení nového zákona o rodině (Family Law Act 1975) přijatým Whitlamovou vládou. V červnu 2004 byla novela přijatá Sněmovnou reprezentantů a 13. srpna 2004 Senátem v poměru hlasů 38:6. Britská královna Alžběta II., která je i hlavou australského státu, tuto novelu taktéž podpořila.
Novela specifikuje následující:

Manželství je trvalý a dobrovolný svazek muže a ženy s vyloučením jakýchkoli jiných variant.

Jisté svazky tímto z pohledu australského práva nejsou manželství. Jedná se například o svazky uzavřené v jiných zemích mezi: (a) mužem a mužem; nebo (b) ženou a ženou; které Austrálie jako manželství neuznává.
Podle sekce 46 zákona o manželství je oddávající úředník povinen tato slova zdůraznit při příležitosti každého uzavírání sňatků.
Generální prokurátor Ruddock a jiní liberálové argumentovali, že je návrh nezbytný z důvodu ochrany instituce manželství, které se kvůli staré právní definici může stát předmětem různých pokusů o jeho odlišné chápání.
Stínová generální prokurátorka Nicola Roxonová za labouristy v den prezentace novely řekla, že opozice proti ní nic nenamítá, neboť se nejedná o žádný útok na stejnopohlavní svazky, které jsou už ze strany australských zákonů právně chráněny. Podpory se jí dostalo i z řad senátora konzervativní Family First a Národní strany Austrálie.
Navzdory podpoře většiny politických stran se novela setkala s odporem některých komunit, lidskoprávních skupin a menšinových poltiických stran. Australští Zelení ji odmítli a nazvali "diskriminačním zákonem o manželství". Australští demokraté se proti novele vymezili taktéž. Demokratický senátor Andrew Bartlett řekl, že navržená legislativa naopak jeho manželství znehodnocuje. Senátor ze Zelené Bob Brown veřejně odsoudil tehdejšího premiéra Johna Howarda se slovy, že šíří nenávist. Za tato slova byl později vyzván k omluvě. Bob Brown to odmítl se slovy, že se alespoň ukazuje "pravá a nefalšovaná australská politika".
Novelu nepodporovali ani všichni labouristé. Během jejího druhého čtení řekl poslanec anthony Albanese za Grayndler následující: "Považuji za chybu tohoto parlamentu, že zákony tohoto charakteru přijímá v tak zrychleném procesu. Podle mého názoru se jedná pouze o výsledek 30 fanatiků, kteří prostě chtějí jenom mačkat hlasovacím tlačítkem jen tak pro zábavu."

### Zákon o manželské rovnosti párů stejného pohlaví 2013
13. září 2013 oznámila vláda Teritoria hlavního města Austrálie, že po dlouhodobých debatách na toto téma navrhne zákon legalizující manželství pro páry stejného pohlaví na tomto území.. Myslím si, že jsme plně připraveni na přijetí takového zákona. Většina zdejšího obyvatelstva je jednoznačně pro a já osobně bych byla radši, kdyby se našla podpora i u federální vládě. Vzhledem k tomu, že není bych ale byla ráda, kdyby takovou možnost měli alespoň zdejší lidé," řekla první ministryně Teritoria hlavního města Austrálie. Účelem návrhu zákona o manželské rovnosti bylo zpřístupnit sňatek na území Teritoria hlavního města Austrálie těm párům, kterým to manželský zákon (Marriage Act 1961) zakazuje. Nový teritoriální zákon upravující manželství by s páry stejného pohlaví zacházel stejně jako s heterosexuálními manžely, včetně ustanovení o vzniku a zániku manželství. 10. října 2013 potvrdil federální generální prokurátor George Brandis, že federální vláda dá podnět k Nejvyššímu soudu k posouzení ústavnosti teritoriálního zákona. Legislativní shromáždění Teritoria hlavního města Austrálie projednávalo zákon 22. října 2013 a přijalo jej v poměru hlasů 9:8.
Podle nové legislativy mohly homosexuální páry uzavřít manželství od 7. prosince 2013.
V momentě, kdy byl teritoriální zákon o stejnopohlavním manželství přijat, podala federální vládě žalobu k Nejvyššímu soudu, který vydal 12. prosince 2013 příslušné rozhodnutí. Vzhledem k tomu, že federální zákony mají větší právní sílu, než státní a teritoriální, nezbylo Nejvyššímu soudu nic jiného, než prohlásit teritoriální zákon o stejnopohlavním manželství neplatným. Neplatnost zákona soud odůvodnil faktem, že federální zákon upravující manželství jej definuje jako svazek muže a ženy, což vylučuje příslušnost jednotlivých států a teritorií zpřístupnit jej na svém území párům stejného pohlaví. Nicméně soud připustil, že australská ústava stejnopohlavní manželství nezakazuje, a tudíž nic nebrání federální vládě takový zákon přijmout. Nebude tedy zapotřebí změna ústavy, nýbrž pouze novela federálního manželského zákona.

## Státní a teritoriální zákony
Homosexuální páry mají v jednotlivých australských státech a teritorií různé právní postavení. Z hlediska federálního jsou považovány za neregistrované de facto svazky. Pokud daný stát či teritorium nepřijal vlastní zákon upravující stejnopohlavní soužití, pak se homosexuální páry musí spoléhat pouze na zmiňovaný federální zákon. Ačkoli mají jednotlivé státy a teritoria autonomii tvořit své vlastní zákony, manželství je upravováno federálním zákonem, který nepřipouští jeho rozšíření na páry stejného pohlaví.

### Občanské svazky
Teritorium hlavního města Austrálie umožňuje homosexuálním párům uzavírat občanské svazky, na které federální zákon nahlíží jako na de facto soužití. V srpnu 2012 byl na radu právníků přijat teritoriální zákon o občanských svazcích poté, co federální vláda deklarovala nepříslušnost států a teritorií legalizovat na svém území stejnopohlavní sňatky z důvodu federální definice manželství jako svazku muže a ženy přijaté v rámci novely zákona o manželství (Marriage Amendment Act 2004). Zákon o občanských svazcích (Civil Union Act 2012) garantuje stejnopohlavním párům žijícím v nich vesměs stejná práva a povinnosti jako mají manželé podle zákona o manželství (Marriage Act). Během vlády Julie Gillardové nedošlo k žádným pokusům zákon soudně napadnout. V r. 2013 měl být zákon zrušen a nahrazen novou legislativou umožňující homosexuálním párům uzavřít manželství, pokud jej Nejvyšší soud nezruší pro rozpor s federálním zákonem. Jelikož Nejvyšší soud prohlásil teritoriální zákon o stejnopohlavním manželství za neplatný, zrušení zákona o občanských svazcích se nestalo účinným. Občanské svazky tak zůstávají nadále jedinou možností právní úpravy stejnopohlavního soužití na území Teritoria hlavního města Austrálie.

### Občanské partnerství
Občanské partnerství svým názvem snadno zaměnitelné s občanskými svazky je v Queenslandu legální od dubna 2016. V prosinci 2002 byla přijatá novela tamního anti-diskriminačního zákona (Discrimination Law Amendment Act 2002), v rámci níž začalo queenslandské právo používat termín de facto partner, který se následně promítl do minimálně 42 právních předpisů. Homosexuální páry tak získaly stejná právo jako všechny páry žijící de facto ve společné domácnosti. Od listopadu 2016 umožňuje Queensland homosexuálním párům i adopci dětí.
25. října 2011 předložil předseda queenslandské vlády Andrew Fraser tamním zákonodárcům návrh zákona o občanském partnerství (Civil Partnerships Bill 2011). Ti jej 30. listopadu téhož roku přijali v poměru hlasů 47:40. Mezi čtyřmi zákonodárci hlasujícími proti byli čtyři členové Australské strany práce. Zákon o občanském partnerství (The Civil Partnerships Act 2011) umožnil homosexuálním párům žijícím trvale na území Queenslandu uzavřít občanské partnerství. Krátce po změně vlády přijala nová středolevicová vláda novelu zákona o občanském partnerství a změnách souvisejících právních předpisů. Název institutu "občanské partnerství" byl změněn na "registrované partnerství" a zakázal queenslandským úřadům umožňovat těm, kteří chtějí registrovat svůj svazek podle tohoto zákona, mít v jejich prostorách svatební obřad. Po dalších volbách, kdy labouristé sestavili menšinovou vládu, přijal parlament v prosinci 2015 novelu zákona o svazcích (občanské partnerství), která znovu umožnila homosexuálním i heterosexuálním párům takto upravujícím své soužití mít v prostorách příslušných úřadů svatební obřad, a která se vrátila k původnímu názvu "občanské partnerství". Zákon se stal účinným po několika administrativních záležitostech, které návrat k původní legislativě obnášel, od 2. dubna 2016.

### Domácí partnerství
Stejnopohlavní páry mohou stvrdit své soužití prostřednictvím domácího partnerství v Queenslandu (známým také jako registrované partnerství), Teritoriu hlavního města Austrálie, Novém Jižním Walesu, Tasmánii, Victorii a Jižní Austrálii.
Nový Jižní Wales, nejvíce zalidněný australský stát, umožňuje homosexuálním párům uzavřít domácí partnerství od července 2010. Zákon o registrovaném partnerství přijali místní zákonodárci 23. dubna 2010. Ten potvrdil homosexuálním párům existenci většiny práva povinností, které jim garantuje federální zákon o neregistrovaném de facto soužití. Návrh zákona přijalo Legislativní shromáždění (dolní komora) 11. května 2010 v poměru hlasů 32:5 a Legislativní rada (horní komora) 12. května 2010 v poměru hlasů 32:5. 1. července 2010 byl zákon podepsán guvernérkou Marií Bashirovou a ten samý den se stal účinným. Předtím v červnu 2008 přijalo legislativní shromáždění rozsáhlou novelu několika zákonů (The Miscellaneous Acts Anemdment (Same Sex Relationships) Bill 2008), která uznává spolumatky jako oficiální rodiče dětí narozených prostřednictvím umělého oplodnění, včetně zápisu dvou matek do rodného listu, a která doplňuje 57 jiných právních předpisů o nový právní termín de facto páry tak, aby s nimi bylo zacházeno stejně jako s manžely, a která novelizuje anti-diskriminační zákon Nového Jižního Walesu tak, aby chránil homosexuální páry před diskriminací na základě jejich rodinného stavu v zaměstnání, bydlení a přístupu ke zboží a službám. V listopadu 2013 byl v legislativní radě Nového Jižního Walesu projednáván návrh zákona o stejnopohlavním manželství, který byl pak následně zamítnut. Od 1. července 2016 platí zákon Nového Jižního Walesu také na ostrově Norfolk.
Victoria umožňuje homosexuálním párům uzavřít domácí partnerství od prosince 2008 poté, co nabyl účinnosti zákon o registraci domácího partnerství (Domestic Partnerships Register). Ten umožňuje homosexuálním párům registrovat svůj svazek ve státním registru narození, úmrtí a manželství (Registry of Births, Deaths and Marriages) a potvrzuje jejich práva a povinnosti, které jim garantuje federální de facto soužití. V r. 2016 přijal victorský parlament reformy domácího partnerství, které umožňují uznávání zámořského stejnopohlavního manželství v úředních dokumentech, a které rovněž umožňují párům registrujícím své domácí soužití mít svatební obřad v úředních prostorách. Již v srpnu 2001 byla přijatá rozsáhlá legislativní reforma právního řádu Victorie, která garantuje rovné zacházení s homosexuálními páry. Jedná se o následující novely: Statute Law Amendment (Relationships) Act 2001 a Statute law Further Amendment (Relationships) Act 2001. Oba zákony novelizovaly dalších 60 victorských právních předpisů, které dávající homosexuálním párům status "domácích partnerů", a které jim garantují práva a povinnosti vyplývající ze soužití de facto, včetně návštěv v nemocnici, práva činit rozhodnutí za svého partnera ve zdravotní péči, penzijní práva, daňová práva, rovná práva a povinnosti v nájmu a pronájmu, přístupu k lékařské péči a práv obětí trestných činů.
Všechny úrovně australských vlád se od r. 2009 společně usnesly na tom, že homosexuální páry mají pro federální účely status de facto párů. Od 1. července 2009 uznává Centrelink stejnopohlavní páry z hlediska sociálního zabezpečení jako anglosaské manželství, což je také určitou formou nesezdaného de facto soužití.
Registrované partnerství podle států a teritorií
| Stát/Teritorium                     | Oficiální právní rámec   | Rok přijetí |
| ----------------------------------- | ------------------------ | ----------- |
| Teritorium hlavního města Austrálie | Občanské partnerství     | 2012        |
| Nový Jižní Wales                    | Registrované partnerství | 2010        |
| Queensland                          | Občanské partnerství     | 2012        |
| Tasmánie                            | Faktické partnerství     | 2004        |
| Victoria                            | Domácí partnerství       | 2008        |
| Jižní Austrálie                     | Registrované partnerství | 2017        |

Uznávání registrovaného partnerství v 7 obvodech Austrálie s vlastní autonomií:'
- Autonomní část města Sydney, Nový Jižní Wales - Registrované partnerství od r. 2004[118]
- Autonomní část města Melbourne, Victoria – Registrované partnerství od r. 2007[119]
- City of Yarra, Victoria – Registrované partnerství od r. 2007[120]
- Municipalita Wollhara, Nový Jižní Wales - Registrované partnerství od r. 2008[121]
- City of Blue Mountains, Nový Jižní Wales - Registrované partnerství od r. 2010[122]
- City of Vincent, Západní Austrálie - Registrované partnerství od r. 2012[123]
- Town of Port Hedland, Západní Austrálie - Registrované partnerství od r. 2015[124]

V Jižní Austrálii byla přijatá novela zákona o osobním stavu (domácí partnerství) 2006 (číslo 42) (The Statutes Amendment (Domestic Partners) Act 2006 (Number 43)), která se stala účinnou 1. června 2007, a která doplnila 97 dalších právních předpisů o právní termín "domácí partneři", jímž nahradila jiný právní termín "de facto". V důsledku to znamená, že jakékoli páry žijící ve společné domácnosti upravují stejné zákony. V prosinci 2016 přijal parlament Jižní Austrálie zákon, který umožňuje homosexuálním párům registraci jejich svazků, a který zároveň uznává jejich registrované partnerství nebo manželství uzavřené v zahraničí. Zákon se stal účinným 1. srpna 2017. Před touto reformou si mohly homosexuální páry nechat stvrdit své soužití prostřednictvím oboustranného prohlášení o domácím partnerství, v němž se také usnesly na vzájemných právech a povinnostech. Dokument začne platit ode dne, na němž se obě strany domluví, ale předtím požaduje několik dalších vzájemných prohlášení..

### Bez jiných právních úprav stejnopohlavního partnerství
Homosexuální soužití de facto mají ve všech státech a teritoriích vesměs stejná práva a povinnosti jako heterosexuální de facto soužití. Nicméně absence jiných právních rámců pro soužití párů stejného pohlaví v Západní Austrálii a Severním teritoriu jim značně komplikuje přístup k určitým právům a povinnostem. Dotčená oblast pro homosexuální páry žijící ve státech a teritoriích bez registrovaného partnerství je následující:
Sekce 118 australské ústavy by měla být vzhledem k současné situaci totiž nastavená tak, aby kromě osob registrovaných podle státních a teritoriálních zákonů s registrovaným partnerstvím nebo občanskými svazky měli stejná práva a povinnosti i osoby žijící jurisdikcích, které takové zákony nemají.
V Severním teritoriu přijala v březnu 2004 teritoriální vláda reformy zákonů o pohlaví, sexualitě a soužití de facto (Law Reform (Gender, Sexuality and De facto Relationships) 2003), které odstranily zákonnou diskriminaci stejnopohlavních párů ve většině části teritoriálních zákonů (vyjma adopce), a které uzákonily právní uznání stejnopohlavních svazků jako neregistrovaných de facto soužití. Nový zákon odstranil veškerá omezení na základě pohlaví v nejméně 50 zákonech a vyhláškách týkajících se de facto soužití. Stejně jako v případě Nového Jižního Walesu a Teritoria hlavního města Austrálie, které umožnily lesbickým partnerkám biologických matek stát se oficiálně druhou matkou jejich nevlastního dítěte.
V Západní Austrálii pomohla novela zákona (gay a lesbická zákonná reforma) (Acts Amendment (Lesbian and Gay Law Reform) Act 2002) odstranit stávající diskriminaci jiných sexuálních orientací novou definicí "de facto partnera" v 62 zákonech, včetně nového zákona o rodině, který umožňuje, aby homosexuální de facto svazky mohly být také jeho subjektem.

## Veřejné mínění
Níže přiložená tabulka ukazuje výsledky průzkumů veřejného mínění indikujících úroveň podpory legalizace manželství pro páry stejného pohlaví v Austrálii.
| Datum                    | Společnost       | Pro   | Proti | Nerozhodnut |
| ------------------------ | ---------------- | ----- | ----- | ----------- |
| 28. září - 1. říjen 2017 | Essential        | 61%   | 32%   | 7%          |
| 28. srpen - 6. září 2017 | Newgate Research | 58.4% | 31.4% | 10.2%       |
| 17.-20. srpna 2017       | Newspoll         | 63%   | 30%   | 7%          |
| Červenec 2017            | Essential        | 63%   | 25%   | 12%         |
| Červenec 2017            | YouGov           | 60%   | 28%   | 12%         |
| Únor 2017                | Galaxy           | 66%   | -     | -           |
| Září 2016                | Newspoll         | 62%   | 32%   | 6%          |
| Srpen 2016               | Essential        | 57%   | 28%   | 15%         |
| Březen 2016              | Essential        | 64%   | 26%   | 11%         |
| Březen 2016              | Roy Morgan       | 76%   | 24%   | -           |
| Říjen 2015               | Essential        | 59%   | 30%   | 11%         |
| Srpen 2015               | Essential        | 60%   | 31%   | 10%         |
| Srpen 2015               | Ipsos            | 69%   | 25%   | 6%          |
| Červenec 2015            | ReachTEL         | 53.8% | 32.8% | 12.4%       |
| Červen 2015              | Ipsos            | 68%   | 25%   | 7%          |
| Červenec 2014            | Newspoll         | 69%   | 26%   | 6%          |
| Červenec 2014            | Crosby Textor    | 72%   | 21%   | 7%          |
| Srpen 2013               | Nielson          | 65%   | 28%   | 7%          |
| Květen 2013              | Ipsos            | 54%   | 20%   | 26%         |
| Květen 2013              | Roy Morgan       | 65%   | 35%   | -           |
| Srpen 2012               | Galaxy           | 64%   | 30%   | 5%          |
| Červenec 2011            | Roy Morgan       | 68%   | 30%   | 2%          |
| Říjen 2010               | Galaxy           | 62%   | 33%   | 5%          |
| Červen 2009              | Galaxy           | 60%   | 36%   | 4%          |
| Červenec 2007            | Galaxy           | 57%   | 37%   | 6%          |
| Červen 2004              | Newspoll         | 38%   | 44%   | 18%         |

## Komunitní debaty

### Místní vlády
V červnu 2016 přijala Asociace australských místních vlád (Australian Local Government Association - ALGA) rezoluci podporující legalizaci stejnopohlavního manželství. Pod ní se podepsala starostka města Darwin Katrina Fong Lim a Meghan Hopperová, členka rady města Moreland. Pro přijetí rezoluce hlasovala drtivá většina Národního generálního shromáždění ALGA. Rezoluce říká následující:
| „ | Jménem Národního generálního shromáždění vyzýváme federálnímu vládu k respektování důstojnosti a práv všech členů komunity bez ohledu na jejich gender nebo sexualitu, a to za pomocí změny manželského zákona vedoucí ke sňatkové rovnoprávnosti párů stejného pohlaví. | “ |

Rezoluce se dále dostala také před výbor ALGA ke schválení, k čemuž došlo 21. července 2016.
Od 14. září 2017 přijalo formální rezoluce na podporu legalizace stejnopohlavního manželství 61 z 546 australských lokálních vlád.
Těmi lokálními vládami jsou:
- City of Sydney,[166] City of Greater Geelong,[167] City of Hobart,[168] City of Moreland,[169] City of Vincent, Camden Council, City of Hawkesbury,[170] Coonamble Shire, City of Randwick,[171] Tenterfield Shire,[172] Inner West Council,[173] Lachlan Shire, Bega Valley Shire, City of Blue Mountains, Surf Coast Shire,[174] Shire of Hepburn,[175] City of Lismore,[176] City of Albury,[177] City of Ballarat,[178] City of Wodonga,[179] City of Glenorchy,[180] Byron Shire,[181] City of Port Phillip, City of Glen Eira,[182] City of Hobsons Bay,[183] City of Darebin,[184] Shire of Buloke,[185] City of Greater Shepparton, City of Maribyrnong, Central Coast Council, Kingborough Council,[186] Shire of Strathbogie,[187] Richmond Valley Council, City of Melbourne,[188] City of Banyule,[189] City of Yarra,[190] Shire of Indigo,[191] Town of Port Hedland,[192] City of Darwin,[193] City of Brisbane,[194] City of Lake Macquarie,[195][196] City of Shoalhaven,[197][198] City of Monash,[199] City of Whittlesea,[165] City of Fremantle,[200] City of Bayswater,[200] Bass Coast Shire,[201] Shire of Cardinia,[165] City of Willoughby,[202] North Sydney Council,[203] City of Warrnambool,[204] Shire of Noosa,[205] Municipality of Woollahra,[206] Shire of Douglas,[207] Shire of Campaspe,[208] City of Newcastle,[209] City of Moonee Valley,[210] City of Stonnington,[211] Waverley Municipal Council,[165] City of Greater Bendigo[212] a Bellingen Shire[213]

Žádné jiné lokální vlády nezvažují, že by se k rezoluci na podporu stejnopohlavního manželství připojily.
Nejméně dvě lokální vlády naopak otevřeně odmítly rezoluci na podporu stejnopohlavního manželství:
- City of Launceston[214]
- Shire of Campaspe[215] (později hlasovala na podporu stejnopohlavního manželstvíe)

### Transgender a intersex problematika
V r. 2001 uznal Rodinný soud Austrálie v kauze Re Kevin - platnost manželství transčlověka právo transčlověka uzavřít manželství v souladu se svým současným pohlavím, byť se liší od toho, s nímž se narodil; nejednalo se o uznání stejnopohlavního manželství z perspektivy totožnosti pohlaví obou snoubenců, nýbrž pouze o přiznání práva transženy (MtF - male to female) provdat se za jiného muže nebo transmuže (FtM - female to male) oženit se s jinou ženou.
V říjnu 2007 zrušil Administrativní odvolací tribunál (Administrative Appeals Tribunal) rozhodnutí Ministerstva zahraničních věcí Austrálie odmítnout uznat transženě její cestovní pas s ženským pohlavím, protože žije v manželství se ženou. Tribunál rozhodl, že musí být uznán cestovní pas žalobkyně, v němž má uvedeno ženské pohlaví, čímž vlastně došlo k uznání manželství mezi dvěma ženami. Aktivisté za manželství párů stejného pohlaví své požadavky odůvodňovaly také nejasným postavením práv transgender a intersex. Podle jejich názoru by právě legalizace sňatků párů stejného pohlaví na federální úrovni dokázala tuto právní nejistotu spolehlivě vyřešit. Intersexuální lidé s nejednoznačným pohlavím jsou nicméně k termínu stejnopohlavní manželství skeptičtí. The concurrent requirement, same-sex divorce law, is being discussed. Transgender divorce represents one challenge.
Vítězka Australia's LGBTI Person of the Year 2015, transgender aktivistka Sally Goldnerová, podpořila stejnopohlavní manželství se slovy: "Ačkoliv se sebevědomě prohlašujeme za rovnostářskou a spravedlivou společnost, stále jsme ještě nedosáhli stejnopohlavního manželství, což se nedotýká pouze právní a sociální problematiky LGBTI, nýbrž i našeho směřování k větší diverzitě."